# Florian Kirner

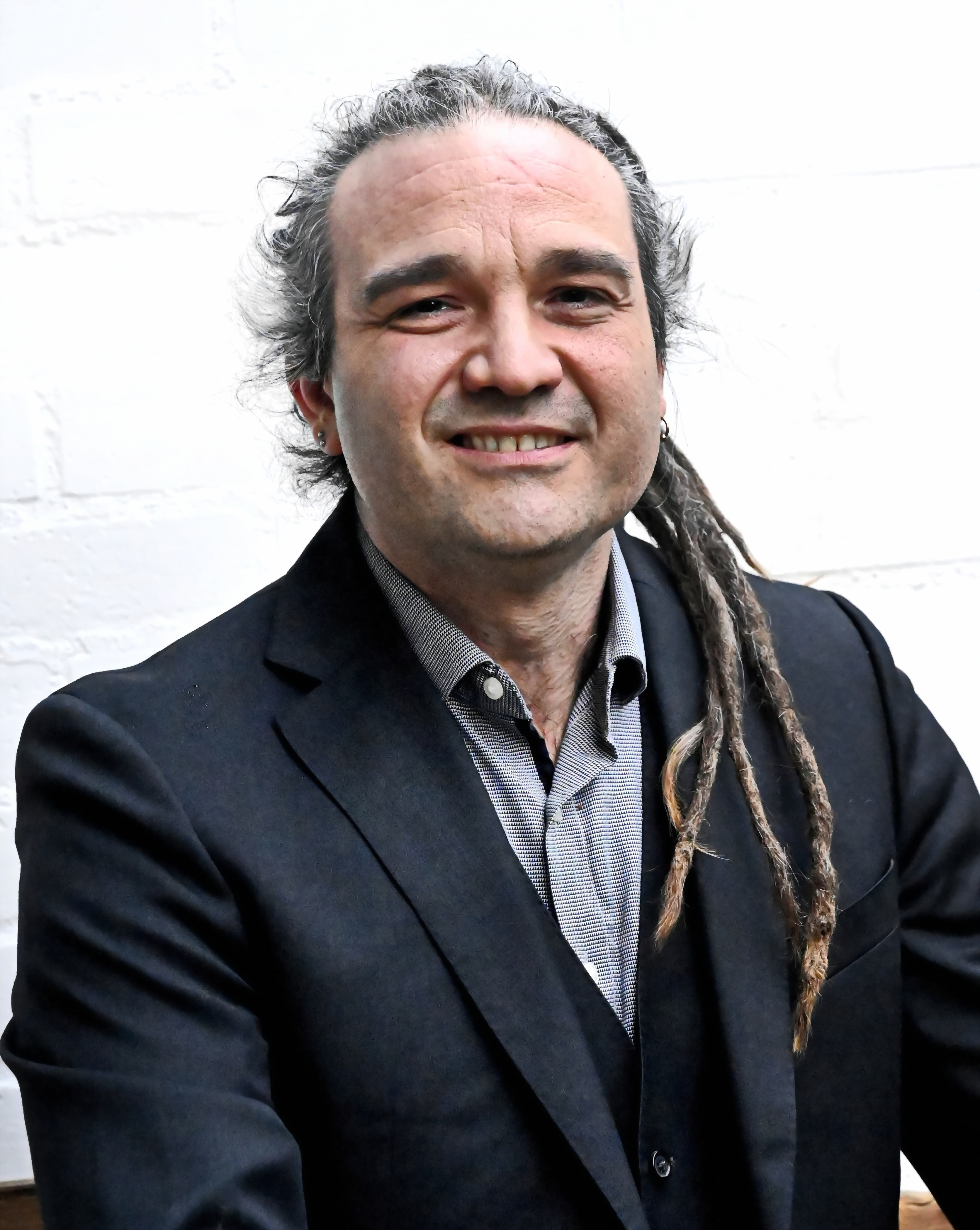
Florian Kirner, 2023

Florian Ernst Kirner (alias Prinz Chaos II; * 10. Januar 1975 in München) ist ein deutscher Autor, Veranstalter und Liedermacher.

## Leben
Kirner besuchte zunächst das Graf-Rasso-Gymnasium Fürstenfeldbruck und wechselte zur 10. Klasse auf das Luisengymnasium in München und legte dort 1995 das Abitur ab. Er ist Urenkel des Münchner Künstlers und Kabarettisten Theo Prosel und Enkel des Schauspielers Walther Diehl. 
Kirner engagierte sich 1991 gegen den Zweiten Golfkrieg, 1999 gegen die Beteiligung der Bundeswehr am Kosovokrieg und 2001 gegen den Krieg in Afghanistan. Kirner war 1996 Mitbegründer der trotzkistischen Organisation Linksruck. Er wurde Mitglied der Jusos und trat dort 1998 wieder aus. 2000 trat Kirner von allen Ämtern bei Linksruck zurück und verließ wenig später die Organisation.
2014 engagierte er sich bei den antisemitischen und verschwörungsideologischen Mahnwachen für den Frieden. 2019 war er in der engeren Führung der Organisation Aufstehen.
Im Juni 2023 trat er als parteiloser Bürgermeisterkandidat für Hildburghausen an. In der Stichwahl unterlag er Patrick Hammerschmidt (Pro Hildburghausen).
Kirner ist seit Oktober 2019 erster Vorsitzender des Hildburghäuser Werberings e. V., dem Verbund für Kaufleute, Gewerbetreibende und Freiberufler in Hildburghausen.

## Autor und Berater
Von 1996 bis 2000 war Kirner Chefredakteur der Monatszeitung Linksruck. Von 2001 bis 2004 arbeitete er als Projektleiter für die Werbeagentur BBDO in Düsseldorf. 2009 entwickelte er den digitalen Auftritt von Konstantin Wecker. Gemeinsam veröffentlichten sie 2013 die Streitschrift Aufruf zur Revolte. Ab 2014 kam es zu einer Zusammenarbeit mit KenFM sowie den NachDenkSeiten. Kirner war Autor und Mitbegründer des Autorenblogs Rubikon. 2019 schrieb er für die Südthüringer Rundschau die wöchentliche Kolumne Der Narrenkäfig.

## Liedermacher, Kabarett

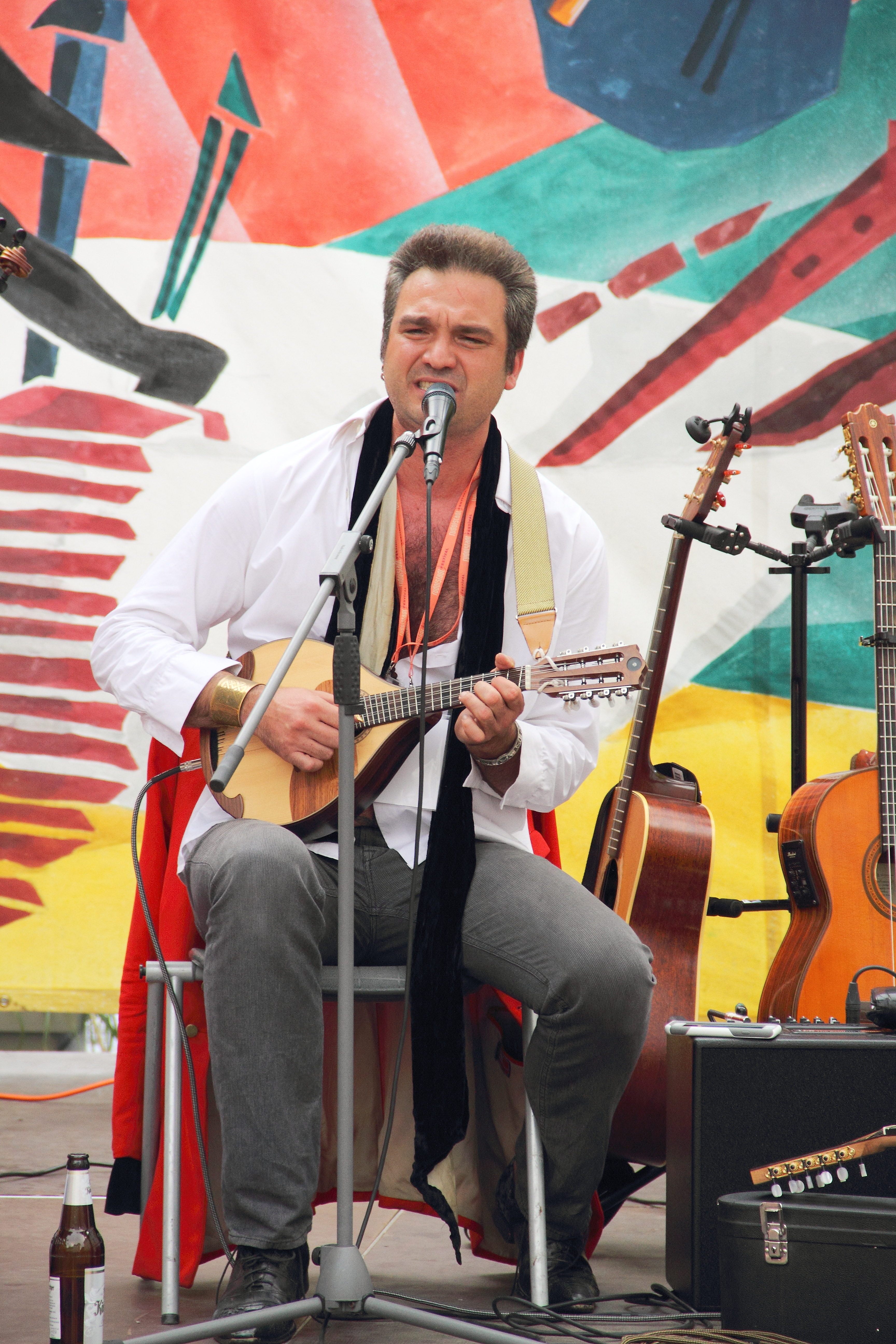
Prinz Chaos II. auf dem Rudolstadt-Festival 2017

Seit 1999 tritt Kirner als Liedermacher unter dem Künstlernamen Prinz Chaos II. auf. Nach Erscheinen seiner Debüt-CD Jahr 100.000 Siegesnacht im Jahr 2000 nahm ihn sein Vorbild Franz Josef Degenhardt in die „Bruderschaft der Sänger“ auf. In seinen Arbeiten als Kabarettist spiegelt sich sein privates Engagement gegen Rechtsradikalismus, Homophobie, Atomkraft, Militarismus und soziale Ungerechtigkeit. Seine CDs erschienen seit 2008 auf  Konstantin Weckers Plattenlabel Sturm & Klang. Im Jahr 2017 wechselte er als Liedermacher zum Musiklabel Digitale Dissidenz von Bruno Kramm. Im selben Jahr gründete er zusammen mit der Schandmaul-Musikerin Anna Katharina Kränzlein das Musikprojekt Rebellische Saiten. 2019 entstand dann das Bandprojekt Prinzessin & Rebell, ihre erste Single Der Pfahl erschien im August 2019 auf Sturm & Klang.

## Schloss Weitersroda
Im Jahr 2008 erwarb er im thüringischen Hildburghausen das Schloss Weitersroda. Der über Jahrzehnte vernachlässigte Gebäudekomplex wurde in den Folgejahren Schritt für Schritt saniert. Dort veranstaltet er seit 2011 einmal jährlich das Liedermacher-Festival Paradiesvogelfest. Nachdem Kirner bereits 2008 von der örtlichen Naziszene tätlich angegriffen worden war, kam es beim Paradiesvogelfest 2012 zu rechten Morddrohungen und einem Brandanschlag auf ein Fahrzeug.

## Rezeption
Die Mittelbayerische Zeitung schrieb im April 2016 über Kirners damaliges Programm „Kabarett & Lieder“, dass es das  Publikum begeistere, aber auch durch „scharfsinnigen Humor, [...] überraschende Brüche und radikale Stimmungswechsel“ herausfordere. Der Donaukurier befand im März 2017, dass Kirners „Satire oft die zündenden Pointen [fehlten]“, wenn er auch mit „viel Herzblut und Elan [...] Musik“ mache.

## Diskografie

### Solo-Veröffentlichungen

#### Soloalben
- 2000: Jahr 100.000 Siegesnacht (Sturm & Klang)
- 2004:  Prinz Chaos auf Großer Fahrt (Sturm & Klang)
- 2012: … dass man sich wärmt, in der Nacht (Sturm & Klang)
- 2014:  TsunamiSurfer (Sturm & Klang)[13]
- 2017: Väter & Söhne (Digitale Dissidenz)

#### Videos
- 2017: Baumlied
- 2017: Michael Jackson lebt! (in Olching)
- 2017: Giftzeit der Resignation
- 2017: Am Grab von meinem Vater (Vaterpflanzen)
- 2017: Sommer in Heiligendamm

### Mit Rebellische Saiten

#### Videos
- 2017: ...dass man sich wärmt in der Nacht
- 2017: Alte Häuser
- 2017: Madiba Mandela
- 2017: Das Baumlied
- 2017: Retten und Lieben (Die Toten kommen)
- 2017: G'stanzl - Live in Themar
- 2017: „Alte Häuser“ im Sturm - Live in Themar
- 2017: *We shall overcome* im Sturm - Live in Themar
- 2017: Die Toten kommen (Retten und Lieben)

### Gastbeiträge
- 2008: Konstantin Wecker -Gut'n Morgen Herr Fischer, Mitwirkung von Prinz Chaos II. beim Münchner Lied (Gesang und Teile des Textes)
- 2012: Franz Josef Degenhardt – Freunde feiern sein Werk, Doppel-CD / Koch Universal Music (Universal Music)

## Publikationen
- Leichter als Luft. Westend, Frankfurt am Main 2019, ISBN 978-3-86489-275-2.
- 2025 Freies Land, Fifty-Fifty, Frankfurt am Main, ISBN 978-3-94677-855-4